# 김원중 (축구 선수)
김원중(한국 한자: 金愿重, 2001년 4월 4일 ~ )은 대한민국의 축구 선수이며, 포지션은 골키퍼이다.